# سينويسيزم

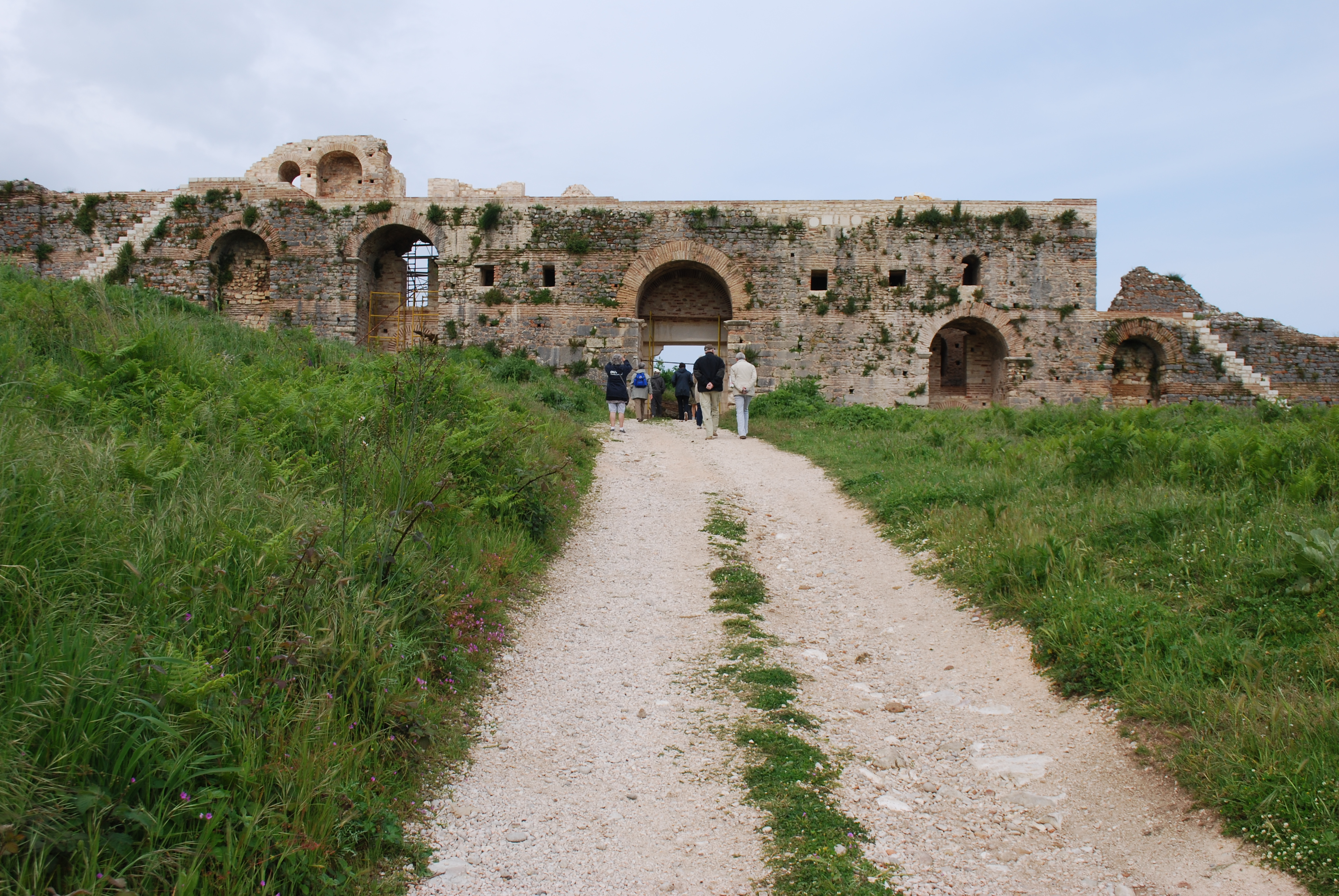
منظر لنيكوبوليس في إبيروس.

سينويسيزم، أو سينويكيزم، هي عملية إدماج القرى في اليونان القديمة في دول المدينة. بالنظر إلى جذر الكلمة، فهي تعني «السكن معًا» (سين) في نفس المنزل (أويكوس). وبالتالي، فقد أُطلِق على أي عملية اتحاد المدني بين الكيانات السياسية من أي حجم كلمة سينويكيزموس.  وأقرب تشبيه اليوم هو إدماج المدن؛ والجدير بالذكر أنه غالبًا ما تُستخدم كلمة «إدماج» في ترجمة كلمة سينويكيزموس، بالإضافة إلى الكلمة بشكلها اللاتيني سينويسيزم. تتناقض سينويسيزم مع ديوسيزم الإغريقية، والتي تعني تأسيس مجتمعات مستقلة ضمن دولة مدينية.
وتُعتبر عملية سينويسيزم نتيجة لعدة عوامل الرئيسية، تأتي في مقدمتها زيادة الكثافة السكانية في المستوطنات المتجاورة، في اندماجٍ يُراد به تحقيق مزايا اقتصادية، أو سياسية، أو أيديولوجية، مثل عملية إدماج مجتمعات أتيكا في أثينا، أو من خلال فرض حكم بالقوة، مثل دمج ميسينيا في مدينة ميسيني حديثة البناء آنذاك. بالإضافة إلى ذلك، قد يكون إدماج السينويسيزم نتيجة لعوامل أقل فاعلية والتي غالبًا ما تتخذ شكل عناصر ثقافية مشتركة مثل الدين أو اللغة.
على الرغم من وجود اختلافات بين عملية الإدماج سينويسيزم في اليونان القديمة وروما القديمة، يُستَنتج نفس المفهوم بشكل عام من تاريخ كلتا الحضارتين. قبل حدوث الاتحاد السياسي، كان السكان (كلّهم) في الكيان السياسي القادم يشكلون مستوطنات أصغر لم تكن مرتبطة ببعضها بعضًا، أو على الأقل ليس بموجب العقد الذي يؤسس لاحقًا اتحادهم السياسي. وقد تكون المستوطنة أو مجموعة المستوطنات عناصر مكوّنة لكيان حكم آخر تُضمّ إليه أو تُنقَل منه.

## اليونان العتيقة

### كريت
يُرى في جزيرة كريت في اليونان التاريخية الأمثلة الأولى على عملية الإدماج سينويسيزم. قبل الألفية الثانية، لم يكن الاستيطان اليوناني في البر الرئيسي وجزيرة كريت سوى قرى متفرقة لا ترتبط بإدارة مركزية. بالرغم من ذلك، يُعتبر تطوير وبناء القصور الكبيرة في جزيرة كريت أقدمَ مثالٍ على البناء بهدف تأسيس السلطة والإدارة المركزية. جمعت عملية الإدماج سينويسيزم في جزيرة كريت بين الدلالات الإدارية، والتجارية، والدينية إذ أسهم تركيز واجبات الدولة في مكان واحد بسيرها الفعال. تزامن هذا التطور للمباني الفخمة الكبيرة مع الانتشار الواسع للفن المينوسي والتجارة الخارجية، وقد يكون العامل الدافع لتشييد تلك المباني. ويُطلق على تلك الفترة التي شهدت التجارة الموسعة والشبكات الخارجية أيضًا مصطلح اقتصاد القصور، الذي استخدمه أول مرة السير آرثر إيفانز لدى تنقيبه عن قصر كنوسوس ووضعه شرحًا لنشاطه الاقتصادي. يشير النطاق الهائل للاقتصاد القائم على إعادة التوزيع في جزيرة كريت وكذلك شبكات التجارة الخارجية إلى حدوث عملية إدماج سينويسيزم انتقلت بكريت من ثقافة زراعة الكفاف بصورة أساسية إلى ثقافة حضارة منظمة للغاية بهيكل هرمي.

### اليونان الميسينية
تطورت عملية الإدماج سينويسيزم الميسينية بشكل مشابه لتلك الحاصلة في مينوناس في جزيرة كريت. في نهاية المطاف، ركزت القرى ضعيفة الارتباط والمشتتة جغرافيًا ركّزت السلطة السياسية في المدن ذات القصور والتي كان يرأسها الواناكس (زعماء القبائل) والذين يمكن تشبيههم بالملوك. تشير الآثار في ميسينيا إلى أن هذا الدور نشأ على هيئة دور قيادي بسيط في القرى الصغيرة. ومع نمو حجم القرية، ازدادت قوة السلالات التي كانت تتحكم في الإنتاج الحرفي المهمّ. مع نمو المجتمع الميسيني وتبنّيه ميولًا حربية بشكل متزايد، حرِص الواناكس على تأسيس مراكز حضرية محصنّة أكثر وذات مركزية أكبر يمكنهم ممارسة الحكم من خلالها. بعد ذلك، ترأس الواناكس إدارة دولة مركزية ضمّت كلًا مِن النخب المحلية وسلطات القصور. ثمّ ظهرت عملية الإدماج سينويسيزم في اليونان الميسينية حيث اكتسبت المراكز السياسية ذات الكفاءة العالية والدفاعية الاقتصادية التي يحكمها واناكس شعبية متزايدة في أوساط سكان المستوطنات الضعيفة الواقعة على أطراف مناطق نفوذ القصر. بالإضافة إلى ذلك، فُرضَت عملية الإدماج سينويسيزم في ظل حُكم الواناكس وإدارة القصر الشمولية من خلال القوة العسكرية والضرائب الاقتصادية كذلك؛ ومع ذلك، حافظت الداموس (المجتمعات الريفية) على درجة كبيرة من الاستقلالية عن تلك المجتمعات المركزية.

## اليونان الكلاسيكية

### التطور
في اليونان القديمة، قُسّم المجتمع إلى ديموس («سكان الريف» أو «قرى الريف») و«أستي» أو «بوليس». وكانت البوليس مركزًا لنبلاء الأمراء، وطبقة الأعيان، والأرستقراطيين، والعائلات الكهنوتية، والعسكرية. كان التمييز بين»ديموس» و«بوليس» سياسيًا مهمًا جدًا في هذه الدول القديمة. ووُجدت نسبة عداء مرتفعة بين قسميّ الريف والمدينة. في مناطق هيمنة التجارة والتبادل التجاري على الثقافة والأيديولوجيا، تشجّع الناس على العيش معًا في المدن الكبيرة وإنشاء الديمقراطيات. أما في دول المدن في اليونان الكلاسيكية، وقعت عمليات الإدماج سينويسيزم عبر دمج «الديمو» في نظام حكم واحد وإخضاعهم مع «البوليس»، بسلطان القوة عادةً.
في منطقة البوليس، كان السينويكيست هو الشخص الذي ينفّذ عملية الإدماج وفقًا للتقاليد، إما من خلال الكاريزما أو الغزو المباشر؛ وكان يُقدّس بعد ذلك باعتباره نصف إله. في كثير من الأحيان، نفذ السينويكيست عمليات الإدماج سينويسيزم بغرض توطيد السلطة السياسية في أيديهم أنفسهم.

#### ثيسيوس
وأشهر مثالٍ على السينويكيست هو ثيسيوس الأسطوري، الذي حرر أتيكا من هيمنة كريت وأعاد استقلال اليونان تحت حُكم أثينا. وبفعله ذلك، عزز ثيسيوس سلطته على العديد من دول المدن الصغيرة ضعيفة الصِلة ببعضها، وعلى المقيمين في الريف من خلال القضاء على الحكومة المحلية التي كانت على شكل مجالس مدينة وهيئات قضاة صغيرة. وفقًا لما ذكره ثوقيديدس، فقد أسس ثيسيوس مقرًا مركزيًا جديدًا للحكومة -بريتانيون، وهو مبنى مهم ذو مهامّ تنظيمية وإدارية، في أثينا بالإضافة إلى مجموعة من المباني ذات المهامّ الإدارية والدينية بهدف إنشاء دولة موحدة. ينسب ثوقيديدس أيضًا إلى ثيسيوس مناسبة «سينويسيا» والتي تُترجم إلى «عيد الاتحاد».

يُشير كوين فان غيلدر أن العلماء المعاصرين يختلفون عمومًا مع هذا التفسير التقليدي للإدماج بأثينا بسبب عدم دقّة بعض العوامل المذكورة، مثل وقت حدوثه أو ما إذا كانت عملية الإدماج نتيجةً لأغراض سياسية أو أغراض ثقافية. وتركت سجلات لأتيكا وأثينا العديد من التفاصيل المرتبطة بأصل ثيسيوس في أثينا مفتوحةً للنقاش.
قدمت توماس حججًا تدعم تحقّق وحدة أراضي أتيكا في نهاية الفترة الميسينية. على الرغم من أن حججها تبدو مقنعة بالنسبة لي، فهي لا تقدم دليلًا قاطعًا على حدوث سينويكيسموس في العصر البرونزي؛ ومع ذلك، فمن المفترض أن يكون التوحيد السياسي قد سبق السينويكيسموس في نهاية العصر البرونزي، أو نتج عنه، في أعتاب العصر الحديدي، عندما كانت أثينا الدولة الوحيدة في أتيكا. كما ينبغي الوضع في الحسبان ما ذكره أو برونير عن وجود كميات كبيرة من الرصاص في النافورة الميسينية في الأكروبوليس والسيطرة الأثينية على لافريو.

#### أرسطو
وفقًا لأرسطو في كتابه السياسة، بدأت عملية الإدماج من المجتمع نفسه. إذ تتوحد المجتمعات بهدف توطيد سلطتها وإضفاء الشرعية على المفاهيم المشتركة وفرضها ما هو مقبول وما هو غير مقبول. وفقًا لأرسطو، فإن عملية الإدماج سينويسيزم هو ما يدفع الحضارة إلى تشكيل الحكومات. وتبدأ العملية على شكل اتحاد بين رجل وامرأة يؤسسان أسرة. وبدورها، تبحث الأسر عن شبكات أكبر من الأسر الأخرى المترابطة حتى يصل المجتمع إلى مرحلة يمكنه عندها الحفاظ على نفسه من أجل تسهيل تطبيق الصالح العام للجميع.